# Torrent des Fangar
El torrent des Fangar, també conegut com a torrent de la Plana o inclús com a Regueró de Cala Murada en el seu tram final, és un torrent mallorquí la conca del qual abasta terres dels municipis de Manacor i de Felanitx d'uns 8,5 km de recorregut.
El torrent rep les aigües del vessant sud de mola des Fangar i est de les muntanyes de Sant Salvador i de la Comuna Grossa. (a les serres de Llevant) i travessa les serres de Nord-oest a Sud-Est. Un cop travessades les serres travessa la plataforma de la Marina de Manacor en la qual fa un gir cap al sud i travessa una zona de conreus (dins la possessió des sa Plana) fins que arriba a la urbanització de cala Murada on discorre una mica encaixonat en una vall en forma de "U" i fent meandres en els seus últims quilòmetres.
Juntament amb el regueró del Riuet (provinent del sud) desemboca a la cala Murada formant un petit aiguamoll. Aquest aiguamoll fins a la dècada de 1970 havia estat molt més extens, i fou reblert de runam quan es va urbanitzar aquesta àrea. La gran torrentada de 6 de setembre de 1989 la recuperà parcialment. A l'estanyol hi habita una nodrida colònia d'ànecs coll-verds. En aquesta petita zona humida hi podem trobar formacions de canyet (Phragmites communis), tamarells (Tamarix sp.
), joncs (plantes dels gèneres Juncus i Scirpus), salicòrnies (Salicornia fructicosa) i botges (Arthtocnemum fructicosum).
Com a conseqüència de la seva àmplia conca (uns 25 quilòmetres quadrats si comptem el regueró del Riuet) i de la seva capçalera muntanyosa, el torrent des Fangar històricament ha duit grans revingudes.